# Manastiriște, Sofia
Manastiriște (în bulgară Манастирище) este un sat în comuna Svoghe, regiunea Sofia,  Bulgaria. 

## Demografie
Componența etnică a satului Manastiriște
     Nicio identificare (100%)
     Altele (0%)
La recensământul din 2011, populația satului Manastiriște era de 7 locuitori, despre care nu sunt disponibile date referitoare la apartenența etnică.